# سد الرحال
توجد بلدية سد الرحال بدائرة مسعد ولاية الجلفة تحدها شمالا بلدية تعضميت التابعة اداريا لعين الابل وشرقا بلدية دلدول وغربا بلدية قصر الحيران بولاية الأغواط وجنوبة بلدية قطارة وهي بلدية تعدادها السكاني حوالي 19000 نسمة يمارس رعي الماعز والإبل